# Cremastus protractus
Cremastus protractus är en stekelart som beskrevs av Joseph Augustine Cushman 1935. Cremastus protractus ingår i släktet Cremastus och familjen brokparasitsteklar. Inga underarter finns listade i Catalogue of Life.